# Joseph-Alexis Nicod de Ronchaud
Pour les articles homonymes, voir Nicod (homonymie).
Joseph-Alexis Nicod de Ronchaud (5 mars 1781, Besançon - 16 décembre 1827, Lons-le-Saulnier) est un homme politique français.

## Biographie
Fils de Joseph-Célestin Nicod de Ronchaud, trésorier de France au bureau des finances de Besançon et président du conseil d'arrondissement de Saint-Claude, il devint président du collège électoral du département du Jura en 1815 et 1816, conseiller de préfecture depuis le 15 février 1816, chevalier de la Légion d'honneur et conseiller général du Jura le 22 décembre 1809, il fut élu député, le 25 février 1824, par le 1er arrondissement du Jura (Lons-le-Saulnier), et fut réélu, le 24 novembre 1827, par le collège de département du Jura. Il siégea au centre et ne se fit remarquer que par la constance de ses votes en faveur des ministères. 
Gendre du marquis Charles-Emmanuel Benoit de Saint-Vandelin, conseiller au Parlement de Besançon, il est le père de Louis Nicod de Ronchaud.

## Sources
- « Joseph-Alexis Nicod de Ronchaud », dans Adolphe Robert et Gaston Cougny, Dictionnaire des parlementaires français, Edgar Bourloton, 1889-1891 [détail de l’édition]